# Martin Stoker
Martin Stoker (Alkmaar, ca. 1972) is een Nederlands stemacteur.

## Loopbaan
Stoker was van 1996 tot en met 2005 de stem van vele programma's en promo's op RTL 5, en sinds 2005 RTL 7, maar is sinds 1998 vooral bekend als de stem van kinderzender Fox Kids, die sinds februari 2005 bekendstaat als Jetix. Naast deze zenders verzorgt Stoker voice-overs voor televisie- en radioreclame en heeft hij ook aan de nasynchronisatie van een aantal tekenfilms meegewerkt. Ook deed hij overige stemmen in Toy Story 2.

### Televisiezenders
- Sport 7 (van aug. 1996 t/m dec. 1996)
- RTL 5 (1996-2005)
- Fox Kids (1998-2005)
- Jetix (2005 - september 2007)
- RTL 7 (2005-heden)

### Televisiereclame
- Praxis (2001-2007)

### Televisieprogramma's
- Fox Kids: Fox Kids Planet Live (2000-2004)
- Fox Kids: Fox Kids FilmFlits (?-2005)
- Fox Kids: It's Your Call (?-2005)
- Jetix: Jetix FilmFlits (2005-2007)
- Jetix: It's Your Call (2005-2006)
- Jetix: Auto's (2005-2006)
- Jetix: Jetix Planet Live (2005)
- Jetix: Nationale Kids TV (2006-2007)
- De politie op je hielen!

- Autodieven Betrapt
- Sport Levensgevaarlijk
- RTL Transportwereld
- SAS Britse Elitetroepen
- Manchester Firedept.
- Tennismagazine
- Smart Traveller
- Stop! Politie

### Radio
- Radio Sinclair: illegaal radiostation in Alkmaar (1985-1986)
- Yorin FM Hitradio/ Poprock: huisstem (2002-2004)
- City FM Classic Rock: de stem bij het classic rock station (2004-heden)
- Wild FM Hitradio: de stem bij het populaire Noord-Hollandse hitstation (2008-heden)
- Arrow Classic Rock Classic Rock: de stem bij het classic rock station (2020-heden)